# Леонор Кастильська
Леонор Кастильська (ісп. Leonor de Castilla; 10 вересня 1423, Бургос, Кастилія і Леон — 22 серпня 1425, Ла-Еспіна, Кастилія і Леон) — принцеса Астурійська, наступниця престолу Кастилії в 1424—1425 роках.

## Життєпис
Леонор народилася інфантою Кастилії. Друга дочка у шлюбі короля Хуана II та його першої дружини Марії Арагонської. Старша сестра Леонор, Каталіна, померла за рік та сім днів після народження інфанти. Таким чином, однорічна Леонор стала принцесою Астурійською та наступницею престолу Кастилії. Її було визнано в титулі принцеси Астурійської незабаром після похорону Каталіни. Принцеса отримала омаж у присутності батька-короля в Бургосі.
Леонор була принцесою Астурійською протягом лише п'ятьох місяців, оскільки 5 січня 1425 року в неї народився брат — майбутній король Енріке IV. Інфанта Леонор померла того ж року в цистерціанському монастирі поблизу Ла-Еспіни. Там же вона була похована.